# Ancienne synagogue de Chemnitz (1899-1938)

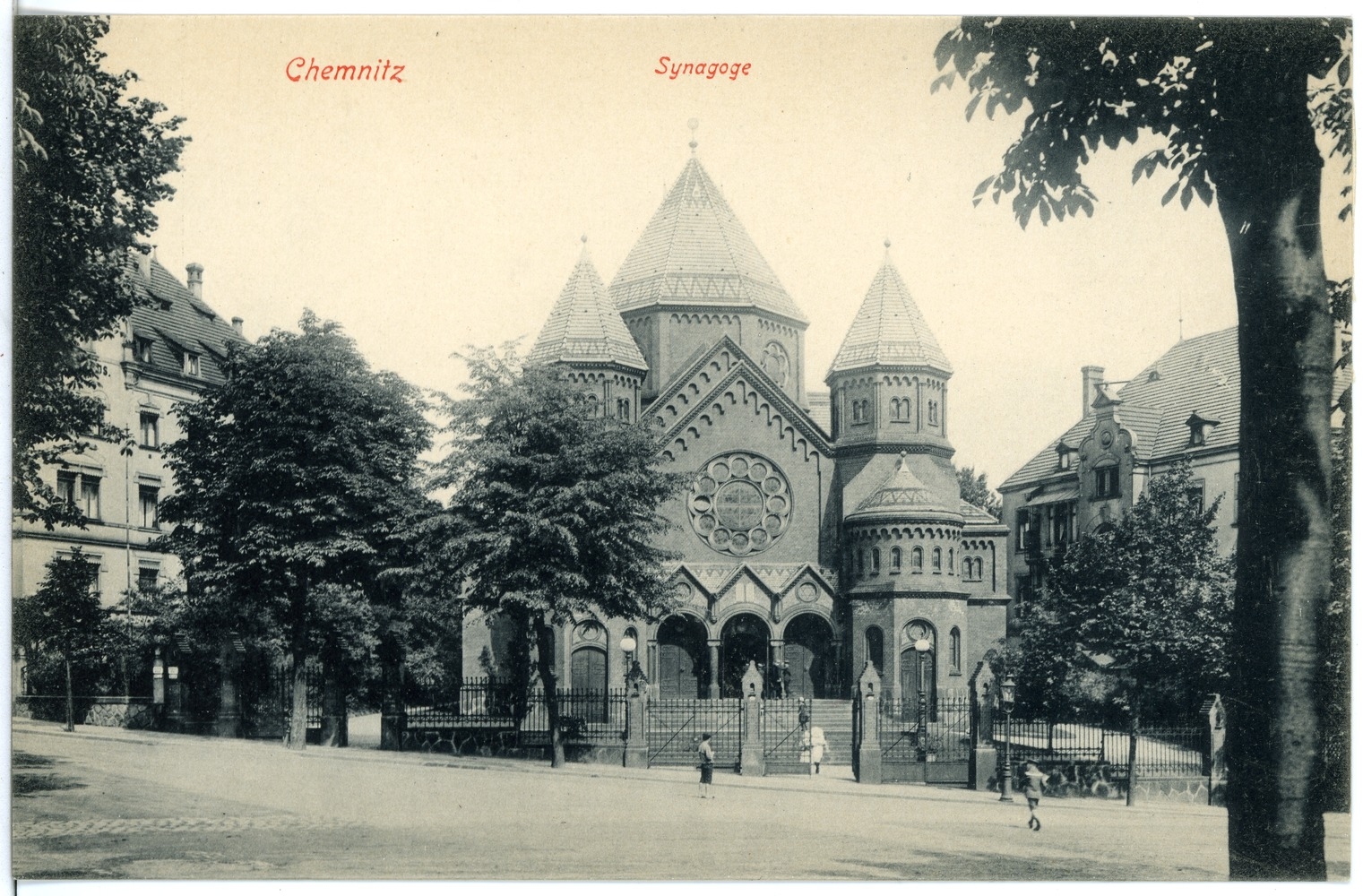
L'ancienne synagogue de Chemnitz

L'ancienne synagogue de Chemnitz sur la Stephanplatz a été construite de 1897 à 1899 selon les plans de l'architecte Wenzel Bürger dans un style mélangeant le roman et le gothique. Elle a été dévastée et incendiée lors de la nuit de Cristal comme la plupart des synagogues et autres lieux de culte juif en Allemagne et dans les territoires annexés au Reich.
Chemnitz est la troisième plus grande ville du Land de Saxe dans l'Est de l'Allemagne. Elle compte actuellement près de 250 000 habitants.

## Histoire de la synagogue

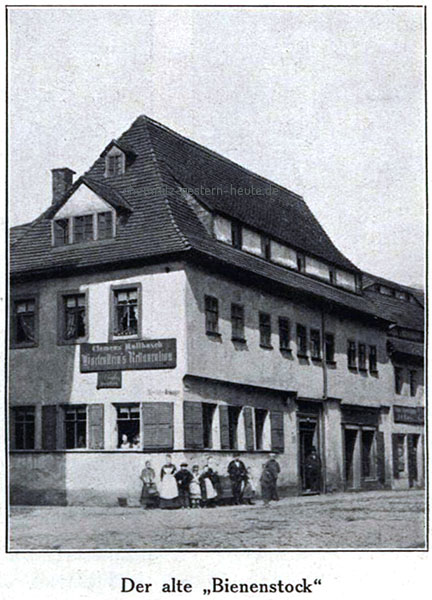
Le Kaffe Bienenstock où se déroulaient les offices avant la construction de la synagogue

Le nombre de Juifs à Chemnitz croit très rapidement à la fin du XIXe siècle, passant de 98 personnes en 1873 à 450 en 1884 et 953 en 1890. La communauté juive, fondée à Chemnitz au milieu des années 1870, se réunit pour célébrer ses offices tout d'abord dans des salles privées, comme celle du Kaffee Bienenstock ou du German Krug, puis dans des locaux en location au 3 de la Neugasse 3 et au Neumarkt. Lors des grandes fêtes, plusieurs salles sont louées en ville.
Pour construire sa synagogue, la communauté décide le 30 mars 1896, d'acquérir le terrain situé 3 Stephanplatz à Kaßberg, le quartier le plus peuplé de Chemnitz. Le montant total pour l'achat du terrain et la construction de la synagogue est collecté grâce à des dons, des excédents du budget communautaire, des prêts et des crédits. Au printemps 1897, la communauté lance un concours pour la construction de la synagogue. C'est le projet du jeune architecte de Chemnitz, Wenzel Bürger, qui remporte à l'unanimité le concours parmi 78 candidats et reçoit 2 000 marks. Chargé de réaliser la construction, il fait appel principalement à des entreprises de Chemnitz. L'entrepreneur Ernst Heidrich va effectuer les travaux de terrassement, de maçonnerie et de menuiserie.
Le coût de la construction est alors estimé à 225 040 marks hors honoraires d'architecte et du maître d'œuvre, ainsi que des frais immobiliers, et se répartit ainsi:
| Coût estimé de la construction                |                  |
| Travaux                                       | Montant en marks |
| Travaux de terrassement; maçonnerie; clôtures | 105 300          |
| Travaux de menuiserie                         | 11 500           |
| Travail du grès                               | 4 700            |
| Travail du granit et de la larvikite          | 8 100            |
| Structures en fer                             | 15 040           |
| Plomberie                                     | 2 600            |
| conduites d'eau; toilettes                    | 2 300            |
| Toiture avec tuiles émaillées                 | 11 000           |
| Grille; 2 escaliers en fer; paratonnerre      | 4 400            |
| Fenêtres peintes                              | 5 900            |
| Portes en chêne                               | 3 300            |
| Ferrures de porte en fer forgé                | 5 400            |
| Chauffage central                             | 5 100            |
| Éclairage électrique                          | 1 600            |
| Luminaires en bronze                          | 6 000            |
| Sculpture sur pierre                          | 3 000            |
| Travaux de peinture avec riche dorure         | 8 500            |
| Bancs en chêne                                | 9 800            |
| Orgue avec buffet                             | 8 000            |
| Mosaïque en verre vénitien                    | 3 500            |
| TOTAL                                         | 225 040          |

Le coût total de la construction, y compris les honoraires d'architecte et les frais administratifs s'élève finalement à 300 000 marks. La construction commence en août 1897 et atteint déjà la hauteur du rez-de-chaussée en juillet 1898. L'inauguration initialement prévue fin 1898 doit être repoussée.
Plans architecturaux

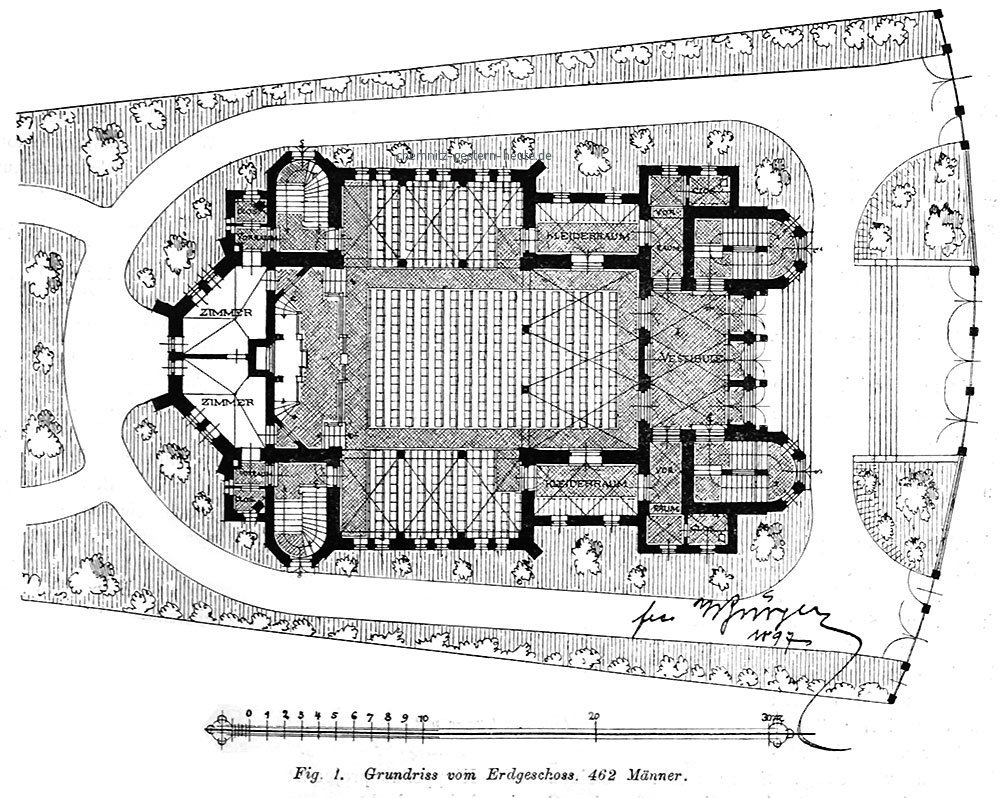
Plan du rez-de-chaussée
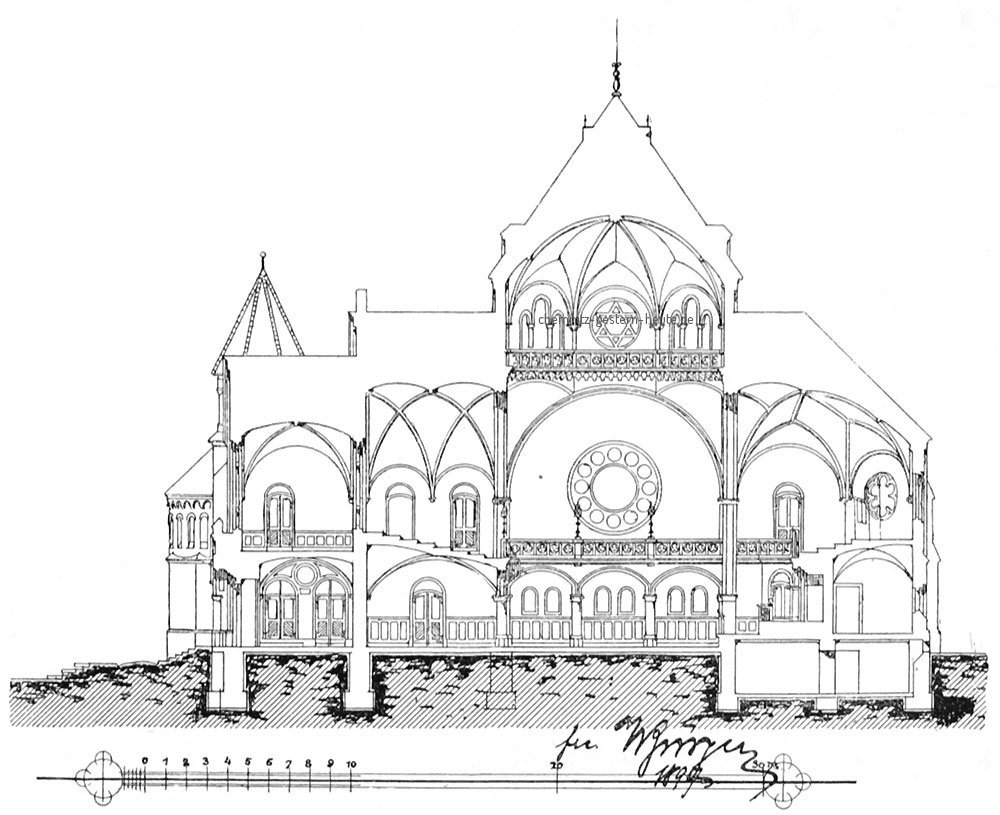
Coupe longitudinale
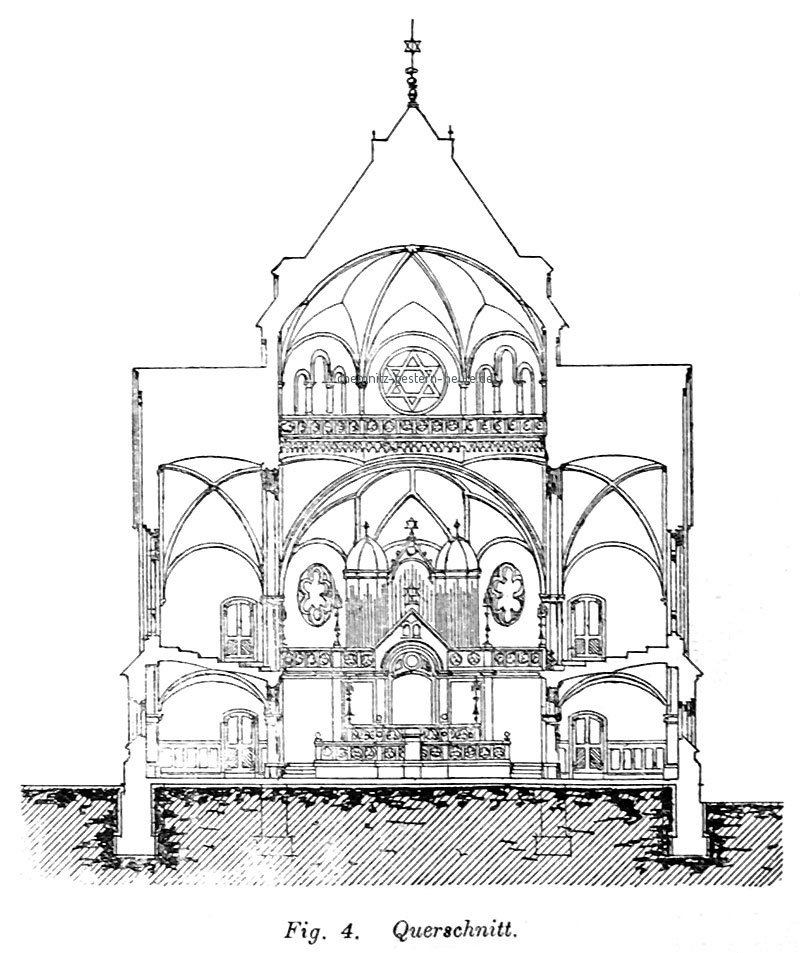
Coupe transversale
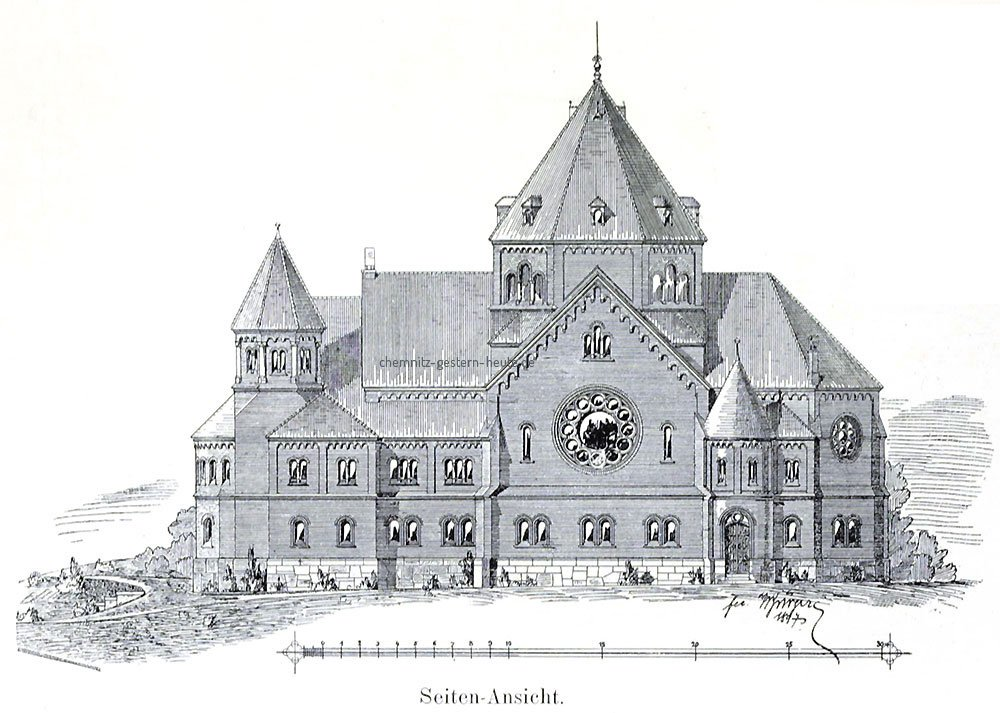
Aperçu de la synagogue

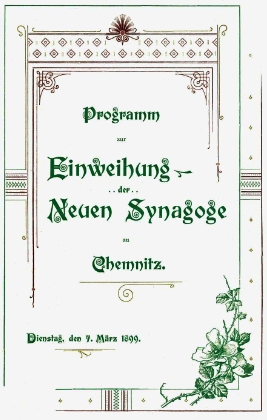
Programme de l'inauguration

Le 7 mars 1899, la première synagogue de Chemnitz est remise à la communauté juive et à son rabbin Mühlfelder, lors d'une cérémonie de consécration festive. Outre les représentants des églises et de la municipalité, des représentants des communautés juives de Dresde, Leipzig, Annaberg et Plauen sont également présents. Pendant 39 ans, la synagogue sera une attraction de la ville, un ornement du Kaßberg et le centre de la vie juive de la ville.
La synagogue est pillée et incendiée lors de la nuit de Cristal du 9 au 10 novembre 1938. Les ruines sont ensuite rapidement rasées. Le 10 novembre, les murs restants sont dynamités et le 11 novembre, la communauté juive est enjointe de supprimer cette « nuisance publique ». N'ayant pu le faire, dix pompiers en congé aidés par environ 45 personnes sont mobilisés. Du 12 au 15 novembre, ils enlèvent les décombres restants en cinq équipes, ce pour quoi la communauté juive dû payer 35 905 reichsmarks. Le terrain libéré est acheté par la ville l'année suivante pour 500 Reichsmarks.
Un témoin oculaire décrit les évènements qui se sont passés lors de la nuit de Cristal:
« …Dans la soirée du 9 novembre, vers 19h00, une foule, manifestement ivre, a envahi la Mutschmannstrasse. Devant la synagogue, il y avait une foule nombreuse et tout à coup le portail en fer s'est ouvert. Des hommes de la SA et des jeunes gens fanatisés se sont rués dans la cour d'entrée. Ils ont frappé le portail principal de la synagogue jusqu'à ce qu'il tombe sous les coups. Des civils ont alors apporté des bidons de liquide dans le bâtiment. Alors que la foule criait encore dans la rue, les flammes ont commencé à sortir de la synagogue.... Les pompiers sont arrivés. Les camions de pompier se sont arrêtés avant la foule et quelques pompiers se sont avancés pour surveiller l'incendie. Les flammes avaient désormais atteint le dôme de la synagogue et la lueur du feu était visible sur le Kassberg et tout autour. ... »

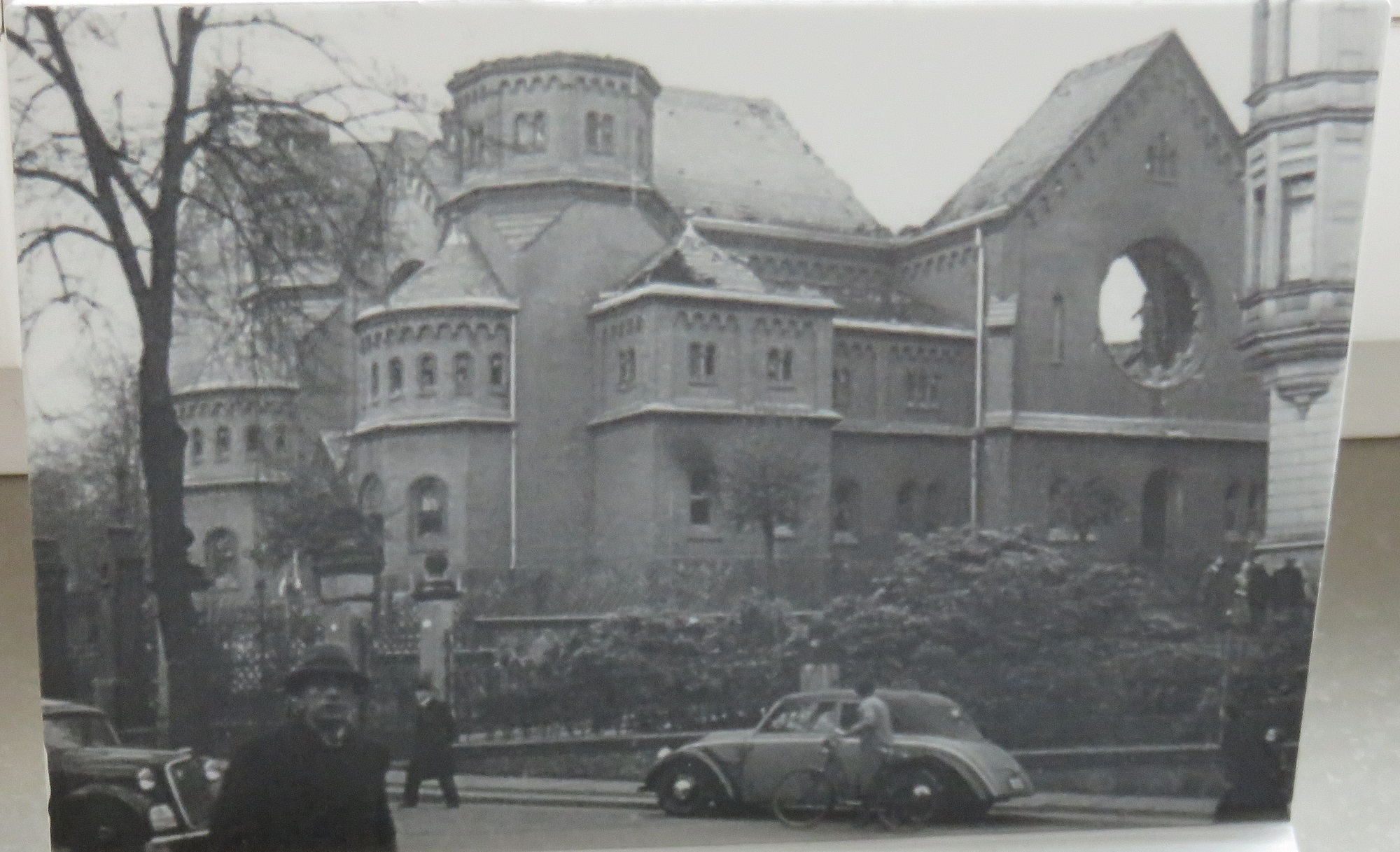
La synagogue détruite
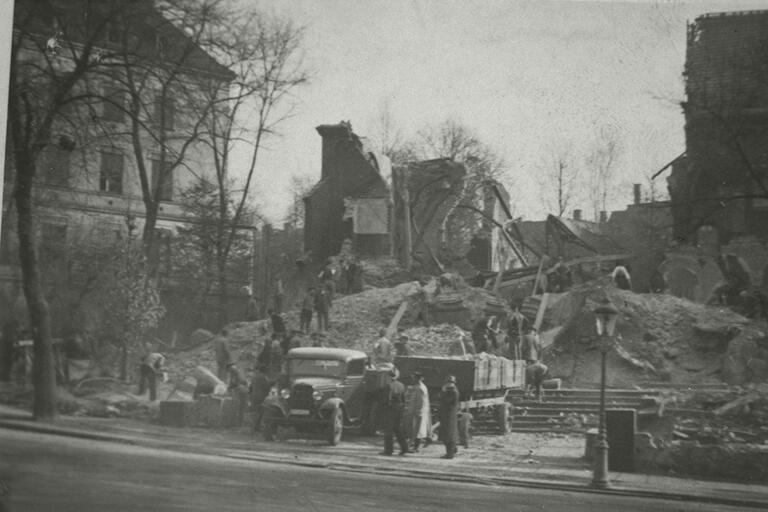
Des ouvriers déblaient les ruines de la synagogue

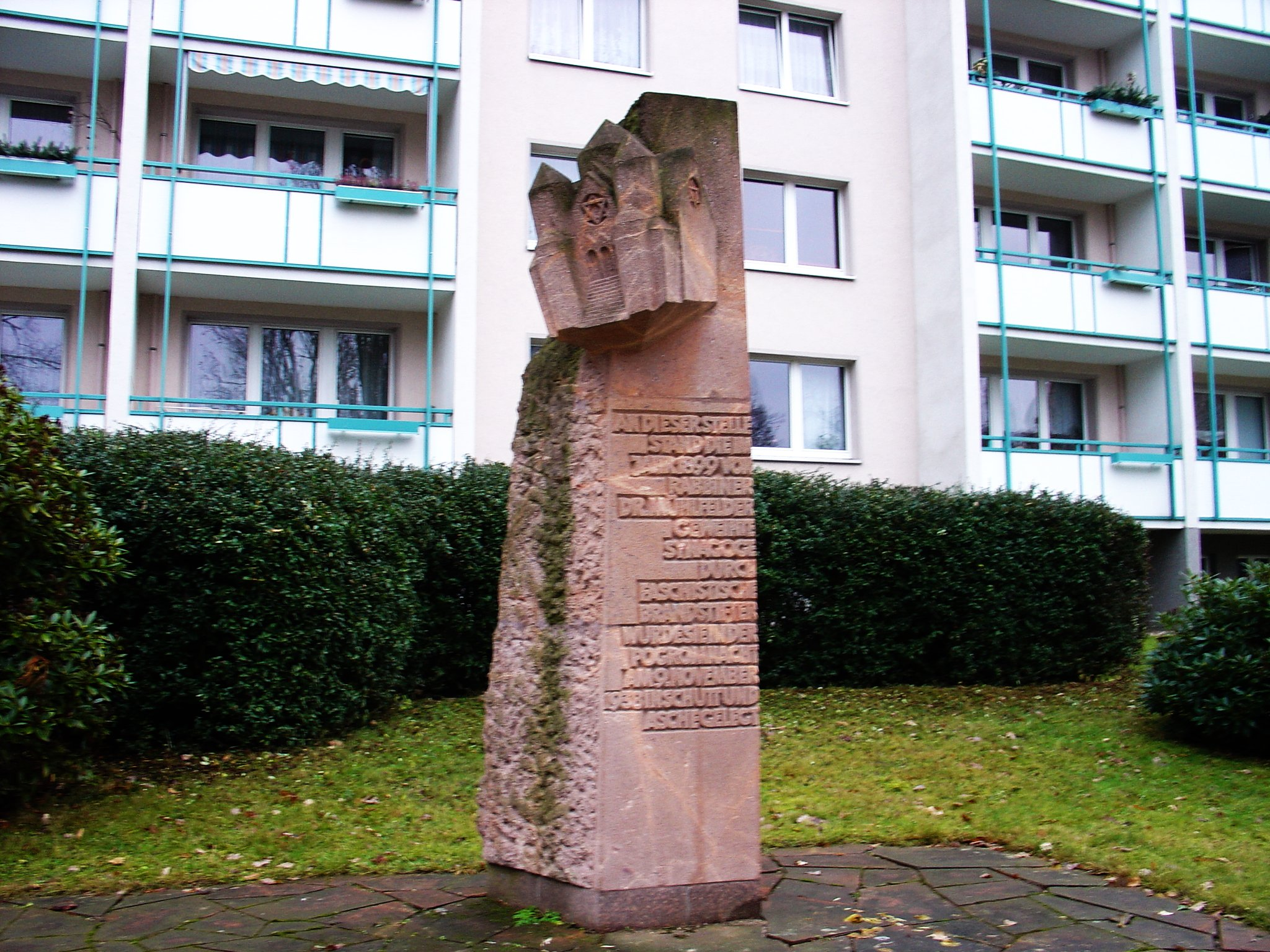
Stèle commémorative de la synagogue incendiée par les nazis

À l'occasion du 50e anniversaire de la nuit de Cristal, le 13 novembre 1988, une pierre commémorative a été inaugurée sur la Stephanplatz, sur laquelle on peut lire: 
« An dieser Stelle stand die im Jahr 1899 von Rabbiner Dr. Mühlfelder geweihte Synagoge. Durch faschistische Brandstifter wurde sie in der Pogromnacht am 9. November 1938 in Schutt und Asche gelegt
À cet endroit, en 1899, le rabbin Dr. Mühlfelder a consacré la synagogue. Celle-ci a été réduite en décombres et en cendres par des incendiaires fascistes pendant la nuit de Cristal du 9 novembre 1938. »

## Architecture de la synagogue
Le jeune architecte Wenzel Bürger élabore les plans d'un bâtiment central néo-roman avec un hall d'entrée à l'avant. Le centre de la synagogue est marqué par un imposant dôme à huit pans, encadré par les tours basses, surmontées également d'un toit à huit pans, de la façade principale. La nature colorée du bâtiment est nouvelle et inhabituelle dans le paysage urbain de l'époque par le contraste entre la maçonnerie rouge et la toiture vernissée verte. L'effet de l'intérieur est tout aussi magnifique, avec un riche mobilier comprenant des peintures murales, des vitraux, un orgue et le sanctuaire de la Torah.
On accède au bâtiment par un escalier extérieur en granit situé dans le jardin et par une rampe d'accès, puis on passe par un portail en trois parties avec de petits portiques. Avant la salle de prière, se trouve un vestibule spacieux qui permet d'accéder directement à la salle principale, mais aussi aux vestiaires des hommes et aux escaliers pour rejoindre la galerie. Les vestiaires des hommes disposent de leur propre vestibule et de toilettes spacieuses.
La salle de prière se compose d'une longue nef et d'un transept. Les sièges rabattables en chêne pour plus de 400 hommes, sont disposés en trois groupes, séparés par de larges allées. L'Arche Sainte est placée directement sur le mur est. Derrière elle se trouvent deux chambres symétriques pour le rabbin et pour le hazzan (chantre), avec leur propre petit vestibule et toilettes, et une porte ouvrant directement sur l'estrade où est installée l'Arche Sainte.
On accède aux galeries des femmes par 4 escaliers, chacun ayant sa propre entrée. Au-dessus du vestibule se trouve une salle de prière utilisée les jours de semaine. Sur le côté, les vestiaires et les toilettes réservées aux femmes sont disposés de la même manière qu'au rez-de-chaussée. Les sièges des tribunes sont surélevés de manière que la bimah soit visible de chaque siège. Il y a de la place pour 282 femmes et jusqu'à 42 chanteurs. La salle du chœur, au-dessus de l'Arche Sainte a été utilisée pour installer l'orgue, qui provient du facteur d'orgues Schlag & Söhnen de Schweidnitz (maintenant Świdnica en Pologne).
Les murs de fondation sont en moellons et tout le reste des murs en brique. Le soubassement est recouvert de moellons verts et terminé par un rebord en granit. La maçonnerie montante est recouverte de parement de briques rouge foncé d'Ullersdorf, et le drainage de briques inclinées émaillées en vert. Les rebords et les encadrements des fenêtres sont en pierres taillées en grès de l'Elbe et toutes les marches sont en granit. L'intérieur des pièces principales est réalisé de manière simple mais digne. Les colonnes supportant les galeries sont en larvikite poli, et tous les fûts et nervures des voûtes sont en pierre taillée, tout comme les parapets de la galerie. Toutes les surfaces murales sont enduites et décorées de peintures colorées. Le sol de la salle de prière principale est réalisé en mosaïque multicolore, en tenant compte des conduits de chauffage, tandis que les galeries des femmes sont recouvertes de linoleum. Les pièces privées et la petite salle de prière ont un parquet en chêne. Des revêtements muraux en bois de chêne ornent également certains murs. Des tuiles pliées émaillées sont utilisées comme matériau de couverture. Toutes les gouttières, les tuyaux d’évacuation et les noues sont en tôle galvanisée solide.
Toutes les fenêtres et portes sont également en chêne, dotées de somptueuses ferrures forgées, et les fenêtres de vitraux colorés. Les toilettes sont installées suivant le modèle anglais, indépendantes avec chasse d'eau. Un chauffage à vapeur basse pression sert de chauffage central. La chaufferie se trouve au sous-sol au niveau de l'estrade. De là, les conduites de vapeur passent sous les sièges dans des canalisations en brique. D'autres conduites de vapeur réchauffent les galeries, les vestiaires et la petite salle de prière. Des conduits d'air soufflé et d'évacuation facilement réglables assurent une ventilation suffisante. Le lieu de culte est éclairé à l'électricité. D'imposants chandeliers en bronze, situés sous les balustrades des galeries, ainsi que des appliques et des plafonniers individuels éclairent la salle de prière principale, tandis que de simples plafonniers suffisent pour les autres pièces.

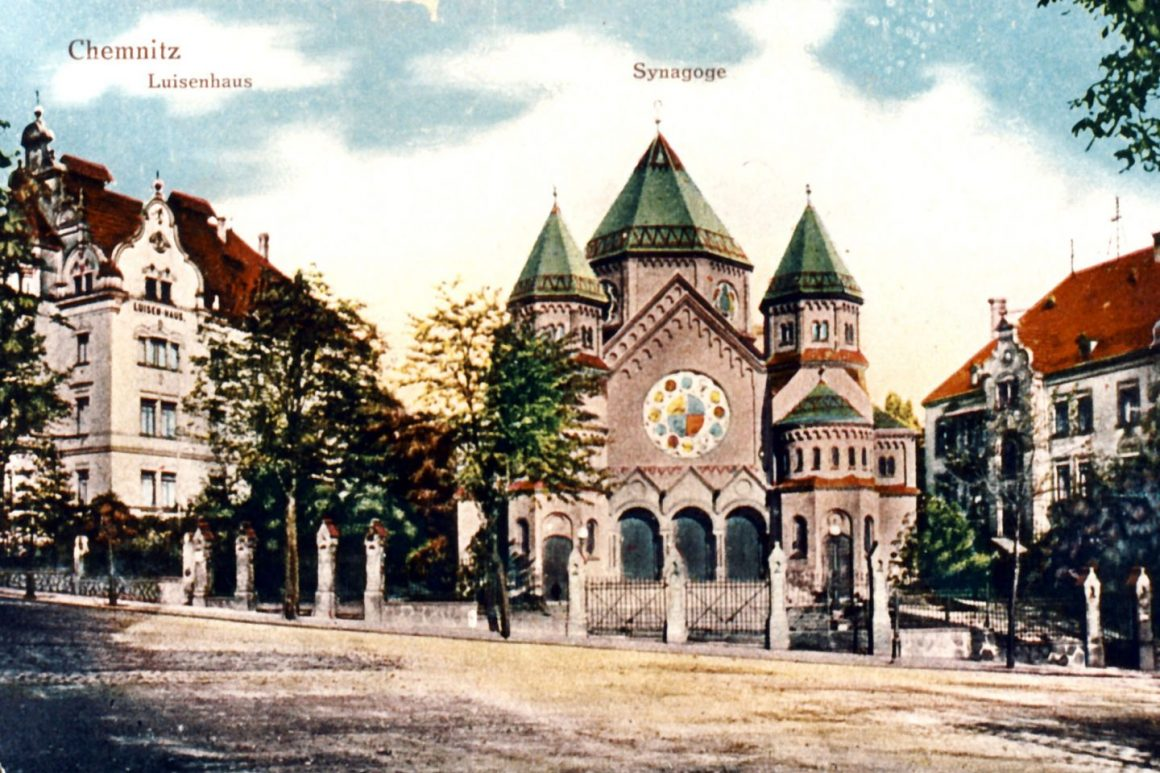
Photo colorisé de la synagogue
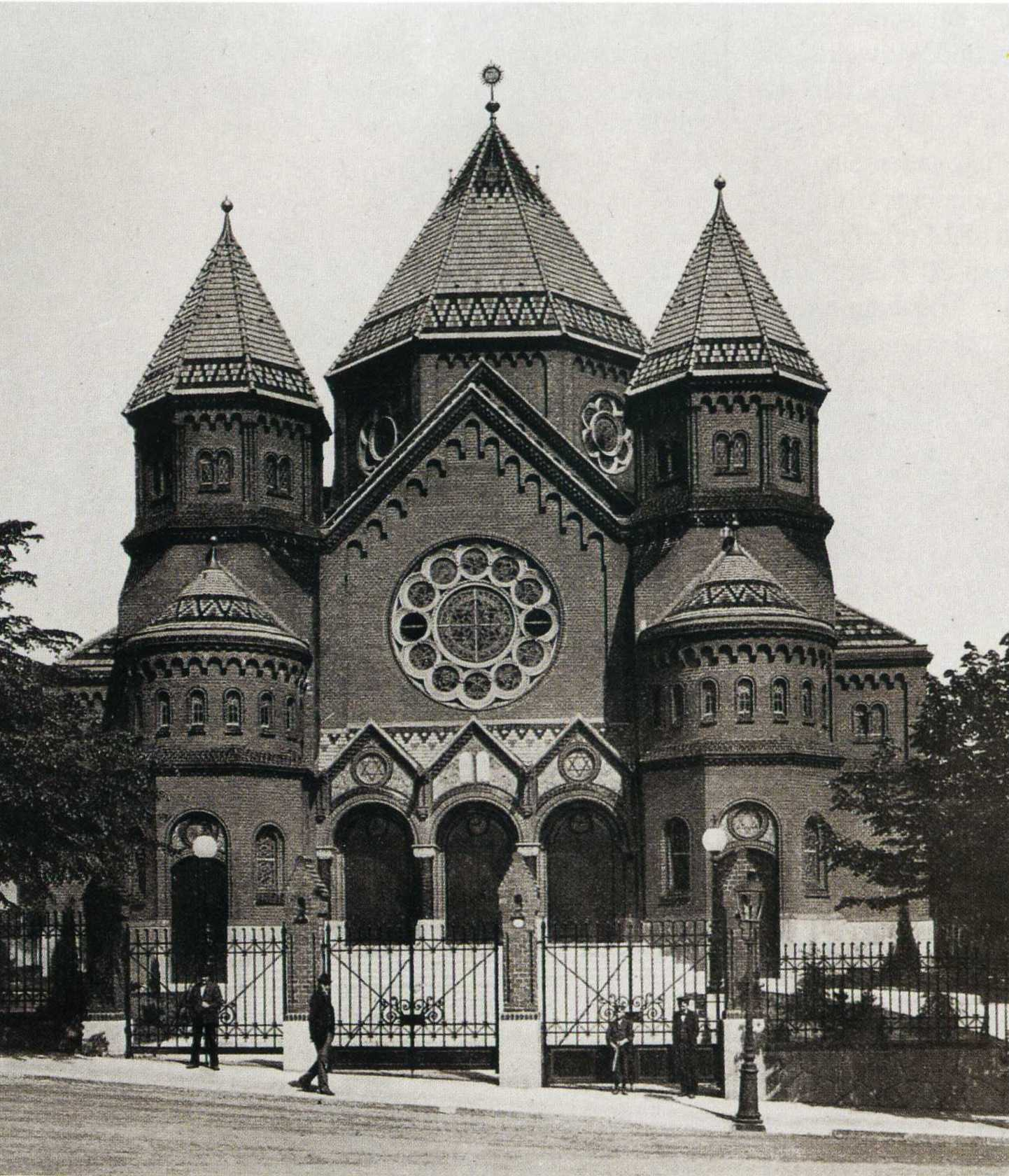
Vue frontale de la synagogue
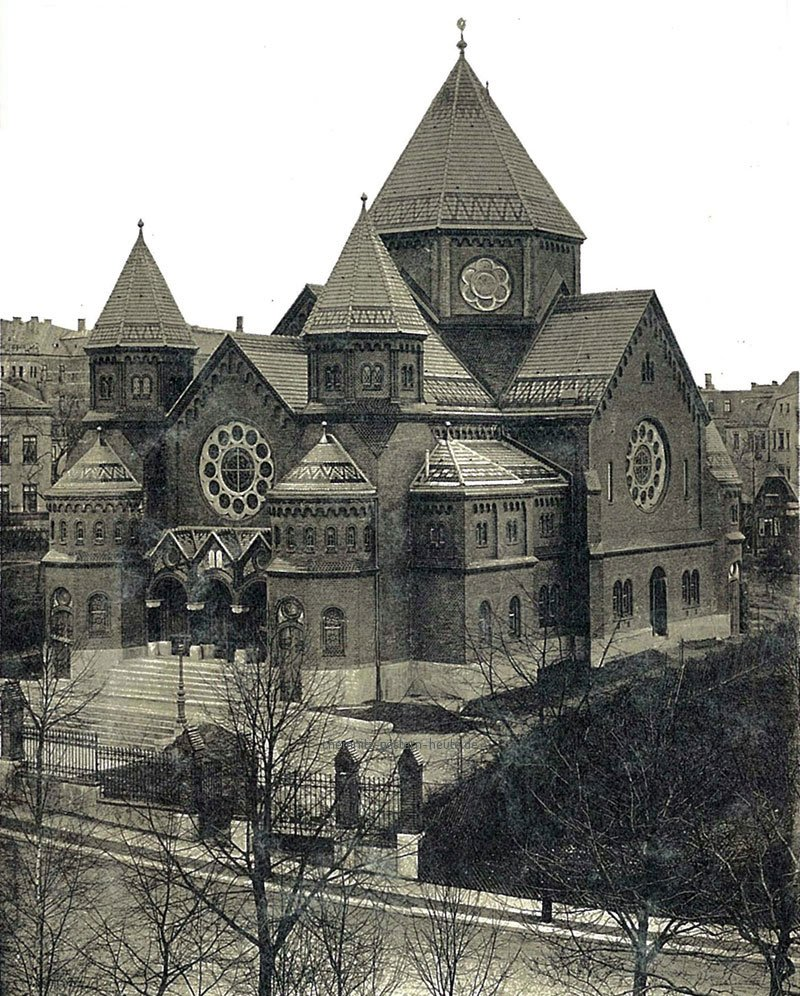
Vue oblique de la synagogue
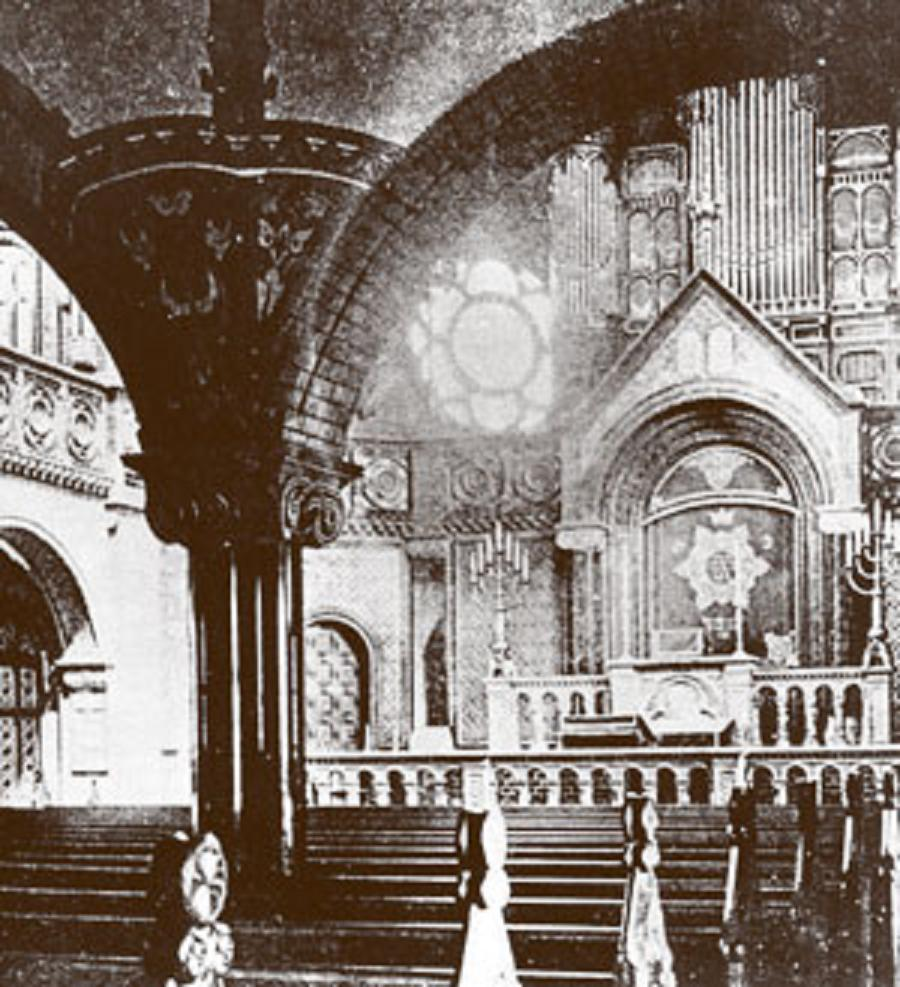
Intérieur de la synagogue